# NGC 1973
NGC 1973 é uma nebulosa na direção da constelação de Orion. O objeto foi descoberto pelo astrônomo Heinrich d'Arrest em 1862, usando um telescópio refrator com abertura de 11 polegadas. 